# NGC 122
NGC 122 est un objet non existant ou disparu observé par Wilhelm Tempel le 27 septembre 1880 dans la constellation de la Baleine.
Il est aussi possible que ce soit une étoile de magnitude 15,4 observée par Guillaume Bigourdan le 16 novembre 1890 aux coordonnées 0h 27m 40,0s et -1° 37' 40. Finalement, il est aussi possible que ce soit un système binaire de magnitude 15 aux coordonnées 0h 27m 38,3s et -1° 38' 26. C'est cette dernière hypothèse qui est retenue par la base de données NED . La nature de NGC 123 est tout aussi incertaine.

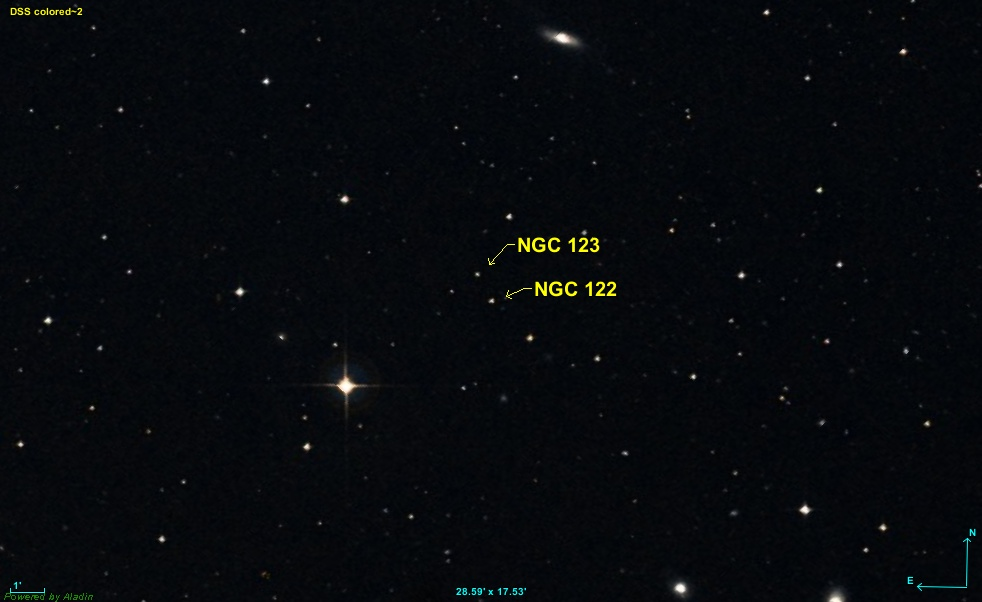
Les positions de NGC 122 et de NGC 123.